# Vadim Gusev
Vadim Gusev (ur. 16 czerwca 1981 w Wisaginii) – litewski biegacz narciarski i biathlonista, uczestnik Zimowych Igrzysk Olimpijskich 2002, dwukrotny uczestnik mistrzostw świata w biathlonie.
Wziął udział w igrzyskach olimpijskich w 2002 roku w Salt Lake City w rywalizacji biegaczy narciarskich. Zajął 52. miejsce w sprincie, był 55. w biegu na 50 km, 59. na 15 km, 63. na 30 km i również 63. po klasyku w biegu łączonym.
W międzynarodowych zawodach w biegach narciarskich startował w latach 2001–2003. Wystąpił dwukrotnie w zawodach Pucharu Kontynentalnego w Kajaani w grudniu 2001 roku i uplasował się na 58. miejscu w sprincie oraz na 68. miejscu w biegu na 10 km techniką dowolną. W 2003 roku wziął udział w zimowej uniwersjadzie w Tarvisio i zajął 36. miejsce w sprincie oraz 34. w biegu na 10 km stylem klasycznym.
Dwukrotnie uczestniczył w biathlonowych mistrzostwach świata. Debiut w zawodach tej rangi zaliczył w lutym 2004 roku na mistrzostwach w Oberhofie. Zajął tam 85. miejsce w biegu indywidualnym i 88. w sprincie. W marcu 2005 roku, na mistrzostwach w Hochfilzen zajął 82. miejsce w sprincie i 95. w biegu indywidualnym.
W sezonie 2003/2004 startował również w Pucharze Świata w biathlonie i mistrzostwach Europy. W zawodach pucharowych najlepszy rezultat osiągnął w marcu 2004 roku w Oslo, zajmując 84. miejsce w sprincie. W mistrzostwach Europy był 41. w biegu pościgowym i 46. w sprincie.